# Al-Buwayti
Abû Ya'qûb Yusûf ibn Yahya Al-Buwaytî (???-846) fut l'élève de l'imam Ash-Shâfi'î, grande figure de l'islam et son premier successeur. Il était semble-t-il son disciple préféré et Ash-Shâfi'î disait qu'il était sa langue (lisânî). Son œuvre principale, « Mukhtasar », est d'ailleurs le résumé du « Kitab al Umm », le livre de son maître. 
Il a apporté une contribution importante pour la formation de l'école de droit shāfiī et à la convergence des approches juridiques rivales des traditionalistes (ahl al-hadith) et des rationalistes (ahl al-ra'y). Le Shāfiīsm d'al-Buwaytī était de nature méthodologique et son approche axée sur les hadiths a trouvé son public le plus enthousiaste parmi les traditionalistes (ahl al-hadith), à qui elle offrait un moyen de s'engager dans le raisonnement juridique (ra'y) des rationalistes (ashab ar-rai) tout en maintenant la suprématie du hadith .
Il fut emprisonné et torturé à mort à Bagdad du fait de son rejet de la philosophie mutazilite qui prônait l'idée de la création du Coran .

## Sources
- El Shamsy, Ahmed. Islamic Law and Society, Volume 14, Number 3, 2007, pp. 301-341(41)
- Ali-zade, « Ash Shafi'i madhhab », Dictionnaire encyclopédique islamique,  2007